# Póvoa de Agrações
Póvoa de Agrações é uma povoação portuguesa do Município de Chaves que foi sede da extinta Freguesia de Póvoa de Agrações, freguesia que tinha 7,23 km² de área e 186 habitantes (2011), e, por isso, uma densidade populacional de 25,7 hab/km².
A Freguesia de Póvoa de Agrações foi extinta em 2013, no âmbito de uma reforma administrativa nacional, tendo sido agregada à Freguesia de Loivos para formar uma nova freguesia denominada União das Freguesias de Loivos e Póvoa de Agrações com a sede em Loivos.
Póvoa de Agrações integrou o concelho de Carrazedo de Montenegro até à extinção deste em dezembro de 1853, data em que passou a integrar o concelho de Valpaços. A partir de 29 de Outubro de 1855, é integrada no concelho (atual município) de Chaves.
A Freguesia de Póvoa de Agrações era composta pelos lugares de Agrações, Dorna, Fernandinho, Pereiro e Póvoa de Agrações.

## População
| Número de habitantes | Número de habitantes | Número de habitantes | Número de habitantes | Número de habitantes | Número de habitantes | Número de habitantes | Número de habitantes | Número de habitantes | Número de habitantes | Número de habitantes | Número de habitantes | Número de habitantes | Número de habitantes | Número de habitantes |
| -------------------- | -------------------- | -------------------- | -------------------- | -------------------- | -------------------- | -------------------- | -------------------- | -------------------- | -------------------- | -------------------- | -------------------- | -------------------- | -------------------- | -------------------- |
| 1864                 | 1878                 | 1890                 | 1900                 | 1911                 | 1920                 | 1930                 | 1940                 | 1950                 | 1960                 | 1970                 | 1981                 | 1991                 | 2001                 | 2011                 |
| 504                  | 509                  | 584                  | 486                  | 559                  | 449                  | 462                  | 570                  | 611                  | 770                  | 630                  | 516                  | 399                  | 294                  | 186                  |

(Obs.: Número de habitantes "residentes", ou seja, que tinham a residência oficial nesta freguesia à data em que os censos  se realizaram.)